# Jim Garrison
James Carothers Garrison (nacido como Earling Carothers Garrison; Denison, Iowa, 20 de noviembre de 1921-Nueva Orleans, 21 de octubre de 1992)fue el fiscal de distrito de Orleans Parish, Luisiana, de 1962 a 1973. Miembro del Partido Demócrata, es conocido sobre todo por sus investigaciones sobre el asesinato del presidente John F. Kennedy y el enjuiciamiento del empresario de Nueva Orleans Clay Shaw a tal efecto en 1969, que culminó con la absolución de Shaw. Kevin Costner lo interpretó en «JFK» de Oliver Stone, mientras que el propio Garrison hizo una breve aparición como Earl Warren.

## Primeros años y carrera
Earling Carothers Garrison nació en Denison, Iowa. Fue el primer y único hijo de Earling R. Garrison y Jane Anne Robinson, quienes se divorciaron cuando él tenía dos años. Se trasladó a Nueva Orleans en su infancia, donde fue criado por su madre divorciada. Sirvió en el Ejército de los Estados Unidos durante la II Guerra Mundial, habiéndose alistado el año antes del ataque a Pearl Harbor.
Después de la guerra obtuvo un grado en derecho de la Facultad de Derecho de la Universidad de Tulane en 1949. Posteriormente trabajó para el FBI durante dos años. Durante la guerra de Corea Garrison se unió a la Guardia Nacional, incluso solicitando el servicio activo. Luego fue relevado de su deber, permaneciendo en la Guardia cuando se hizo evidente que sufría una neurosis de guerra debido a sus numerosas misiones de bombardeo durante la Segunda Guerra Mundial, lo que llevó a un médico del Ejército a concluir que Garrison tenía una "psiconeurosis grave e incapacitante" que "interfiere con su ajuste social y profesional en un grado marcado, se le considera totalmente incapacitado desde el punto de vista del deber militar y moderadamente incapacitado en la adaptabilidad civil." Sin embargo, cuando su historial fue revisado más a fondo por el Cirujano General del Ejército de los Estados Unidos, "encontró que estaba físicamente cualificado para el reconocimiento federal en el ejército nacional".

## Fiscal de distrito
Garrison trabajó para el despacho de abogados Deutsch, Kerrigan & Stiles de Nueva Orleans desde 1954 hasta 1958, cuando se convirtió en asistente del fiscal de distrito. Garrison se convirtió en una figura llamativa y conocida en Nueva Orleans, pero inicialmente no tuvo éxito en su carrera para un cargo público, perdiendo las elecciones de 1959 para juez de la corte penal. En 1961 se postuló para fiscal de distrito, ganando contra el titular Richard Dowling por 6000 votos en una primaria demócrata de cinco hombres. A pesar de la falta de un respaldo político importante, se le atribuye su victoria a la actuación en un debate televisado y a anuncios de televisión.
Una vez en el cargo, Garrison tomó medidas enérgicas contra la prostitución y los abusos de los bares y locales de estriptis de Bourbon Street. Acusó a Dowling y a uno de sus asistentes por malversación, pero los cargos fueron desestimados por falta de pruebas. Garrison no apeló. Garrison recibió atención nacional por una serie de incursiones para combatir el vicio en el Barrio Francés, a veces organizadas todas las noches. Los titulares de los periódicos de 1962 elogiaron los esfuerzos de Garrison. Los críticos de Garrison a menudo señalan que muchos de los arrestos realizados por su oficina no dieron lugar a condenas, lo que implica que tenía la costumbre de realizar arrestos sin pruebas. Sin embargo, el asistente del fiscal de distrito William Alford ha dicho que, en la mayoría de los casos, los cargos se reducían o retiraban si un familiar de alguien acusado se ganaba la atención de Garrison. Alford dijo que Garrison tenía "un corazón de oro".
Después de un conflicto con los jueces penales locales sobre su presupuesto, los acusó de extorsión y conspiración en su contra. Los ocho jueces lo acusaron de un delito menor de difamación, y Garrison fue condenado en enero de 1963. En 1964, el Tribunal Supremo de los Estados Unidos anuló la condena y anuló el estatuto estatal por inconstitucional. Al mismo tiempo, Garrison acusó al juez Bernard Cocke de malversación y, en dos juicios procesados por el propio Garrison, Cocke fue absuelto.
Garrison acusó a nueve policías de brutalidad, pero retiró los cargos dos semanas después. En una conferencia de prensa acusó a la junta estatal de libertad condicional de aceptar sobornos, pero no pudo obtener acusaciones. Crítico de la legislatura estatal, Garrison fue reprobado unánimemente por "difamar deliberadamente a todos los miembros".
En 1965, al postularse para la reelección contra el juez Malcolm O'Hara, Garrison ganó con el 60 por ciento de los votos.

### Investigación del asesinato de Kennedy
Como fiscal de distrito de Nueva Orleans, Garrison inició una investigación sobre el asesinato del presidente John F. Kennedy a finales de 1966, después de recibir varias pistas de Jack Martin de que un hombre llamado David Ferrie podría haber estado involucrado en el asesinato. El final de la investigación de Garrison fue el arresto y juicio de  Clay Shaw, hombre de negocios de Nueva Orleans  en 1969. Shaw fue absuelto por unanimidad menos de una hora después de que el caso llegara al jurado.
Garrison pudo citar la película de Zapruder de la revista «Life». A los miembros del jurado del caso, se les mostró la película por primera vez. Hasta el juicio, la película rara vez se había visto, y el investigador de asesinatos Steve Jaffe hizo copias piratas en colaboración con Garrison, lo que llevó a una distribución más amplia de la película. En 2015, la hija del investigador principal de Garrison dio a conocer su copia de la película, junto con varios de sus documentos personales de la investigación.
El testigo clave de Garrison contra Shaw fue Perry Russo, un vendedor de seguros de 25 años de Baton Rouge, Luisiana. En el juicio, Russo testificó que había asistido a una fiesta en el apartamento del activista anticastrista David Ferrie. En la fiesta, Russo dijo que Lee Harvey Oswald (quien, según Russo, fue presentado como "Leon Oswald"), David Ferrie y "Clem Bertrand" (a quien Russo identificó en la sala del tribunal como Clay Shaw) habían hablado de matar al presidente Kennedy. La conversación incluyó planes para la "triangulación del fuego cruzado" y coartadas para los participantes.
La versión de los hechos de Russo ha sido cuestionada por algunos historiadores e investigadores, como Patricia Lambert, una vez que se supo que parte de su testimonio podría haber sido inducido por el hipnotismo y por el fármaco pentotal sódico (a veces llamado "suero de la verdad"). Una primera versión del testimonio de Russo (como se cuenta en el memorando del asistente del fiscal de distrito Andrew Sciambra, antes de que Russo fuera sometido a pentotal sódico e hipnosis) no menciona una "fiesta del asesinato" y dice que Russo se encontró con Shaw en dos ocasiones, y que ninguna de las cuales era esa fiesta. Sin embargo, en su libro «Tras la pista de los asesinos», Garrison dice que Russo ya había hablado de la fiesta en el apartamento de Ferrie antes de que se administrara cualquier "suero de la verdad". A lo largo de su vida, Russo reiteró el mismo relato de estar presente en una fiesta en la casa de Ferrie donde había surgido el tema del posible asesinato de Kennedy.
Garrison defendió su conducta con respecto al testimonio de testigos, declarando:

Antes de presentar el testimonio de nuestros testigos, los sometimos a pruebas de verificación independientes, que incluyen un examen de polígrafo, suero de la verdad e hipnosis. Pensamos que esto sería aclamado como un paso sin precedentes en la jurisprudencia; en cambio, la prensa se dio la vuelta e insinuó que habíamos drogado a nuestros testigos o les habíamos dado sugerencias poshipnóticas para que testificaran falsamente.

En enero de 1968, Garrison citó a Kerry Wendell Thornley, un conocido de Oswald de sus días en el ejército, para que compareciera ante un gran jurado y ser interrogado sobre su relación con Oswald y su conocimiento de otras figuras que Garrison creía que estaban conectadas con el asesinato. Thornley buscó la cancelación de esta citación por la que tenía que comparecer ante el Tribunal de Circuito. Garrison acusó a Thornley de perjurio después de que Thornley negase haber estado en contacto con Oswald de alguna manera desde 1959. El cargo de perjurio finalmente fue retirado por el sucesor de Garrison, Harry Connick Sr..
Durante el juicio por soborno de Garrison en 1973, las grabaciones de marzo de 1971 revelaron que Garrison consideró implicar públicamente al ex general de la Fuerza Aérea de los Estados Unidos y al subdirector de la Agencia Central de Inteligencia Charles Cabell de conspiración en el asesinato de Kennedy después de enterarse de que era hermano de Earle Cabell, el alcalde de Dallas en 1963. Teorizando que un complot para matar al presidente fue planeado fuera de Nueva Orleans junto con la CIA con la cooperación del departamento de policía de Dallas y el gobierno de la ciudad, Garrison le encargó a su investigador principal, Pershing Gervais, que investigara la posibilidad de que el general Cabell se hubiera quedado en Fontainebleau Motel de la ciudad en el momento del asesinato. "The Washington Post" informó que no había pruebas de que Gervais cumpliera con la solicitud y que no se mencionaba más al general Cabell en la investigación de Garrison.
El locutor de radio de Estados Unidos David Mendelsohn llevó a cabo una amplia entrevista con Garrison que fue transmitida en 1988 por KPFA en Berkeley, California. Junto a Garrison, el programa contó con las voces de Lee Harvey Oswald y del director de la película «JFK» Oliver Stone. Garrison explica que circularon historias en las portadas en un intento de culpar de la matanza a los cubanos y a la mafia, pero que culpa de la conspiración para matar al presidente era de la CIA que quería continuar la Guerra Fría.

## Carrera posterior y muerte
En 1973, Garrison fue juzgado y declarado inocente por el jurado por aceptar sobornos para proteger el juego ilegal de pinball de Nueva Orleans. El fiscal era Gerald J. Gallinghouse del Tribunal de Distrito de los Estados Unidos para el Distrito Este de Luisiana, que buscaba detener la corrupción pública. Pershing Gervais, ex investigador jefe de Garrison, testificó que Garrison había recibido aproximadamente $ 3,000 cada dos meses durante nueve años de los distribuidores. Actuando como su propio abogado defensor, Garrison calificó las acusaciones como infundadas y afirmó que fueron inventadas como parte de un esfuerzo del gobierno de los Estados Unidos para destruirlo debido a los esfuerzos de Garrison por implicar a la CIA en el asesinato de Kennedy. El jurado declaró inocente a Garrison. En una entrevista realizada por la reportera de Nueva Orleans Rosemary James con Pershing Gervais, Gervais había admitido haber inventado los cargos.
En el mismo año, Garrison fue derrotado para la reelección como fiscal de distrito por Harry Connick Sr. El 15 de abril de 1978, Garrison ganó una elección especial sobre un candidato republicano, Thomas F. Jordan, para el cargo de juez del Tribunal de Apelaciones del Cuarto Circuito de Luisiana, un puesto por el que fue posteriormente reelegido y que ocupó hasta su muerte.
Garrison apareció como él mismo en la película «The Big Easy» (1986), y apareció en la serie «Los hombres que mataron a Kennedy» («The Men Who Killed Kennedy»), que comenzó en 1988.
Después del juicio de Shaw, Garrison escribió tres libros sobre el asesinato de Kennedy: «Una herencia de piedra» («A Heritage of Stone») (1970), «El contrato tachonado de estrellas» («The Star Spangled Contract») (1976, ficción, pero basado en el asesinato de JFK), y su superventas, «Tras la pista de los asesinos» («On the Trail of the Assassins») (1988). «Una herencia de piedra», publicado por Putnam, atribuye la responsabilidad del asesinato a la CIA y dice que la Comisión Warren, el Poder Ejecutivo, miembros del Departamento de Policía de Dallas, los patólogos de Bethesda y varios otros mintieron al público estadounidense. El libro no menciona a Shaw o la investigación de Garrison sobre Shaw.
La investigación de Garrison volvió a recibir una atención generalizada a través de la película de 1991 de Oliver Stone «JFK» que se basó en gran medida en los libros de Garrison, así como en el libro «Fuego cruzado: la trama que mató a Kennedy» («Crossfire: The Plot That Killed Kennedy»). Kevin Costner interpretó una versión ficticia de Garrison en la película. El propio Garrison tuvo un pequeño papel en la película, interpretando al presidente del Tribunal Supremo de los Estados Unidos, Earl Warren. Garrison también aparece y comenta sobre el juicio de Shaw en el documental «El asesinato de JFK: las cintas de Jim Garrison» («The JFK Assassination: The Jim Garrison Tapes»), escrito y dirigido por John Barbour.
Garrison murió de cáncer en 1992. Le sobreviven sus cinco hijos. Está enterrado en Cementerio de Metairie en Nueva Orleans.

## Legado
El analista político Carl Oglesby dijo "... He hecho un estudio de Garrison: salgo de él pensando que es uno de los verdaderos héroes de primera clase de toda esta fea historia". Otros han declarado que la persecución de Shaw por parte de Garrison fue "uno de los grandes errores judiciales en la historia de Estados Unidos". y han criticado a Garrison por ser imprudente. Sin embargo, varios investigadores, incluido Jim DiEugenio, editor de KennedysandKing.com, Gerry Campeau of JFKFacts.org, William Davy y Joan Mellen han defendido a Garrison. 
En su época, Garrison fue criticado por escritores como Sylvia Meagher, quien en 1967 escribió:

[...] a medida que la investigación de Garrison continuaba desarrollándose, generó dudas cada vez más serias sobre la validez de sus pruebas, la credibilidad de sus testigos y la escrupulosidad de sus métodos.

Según el equipo de defensa de Shaw, los testigos, incluido Russo, afirmaron que Garrison los había sobornado y amenazado con los cargos de perjurio y desacato al tribunal para presentar su caso contra Shaw. Sin embargo, en una entrevista posterior con la radio pública, Russo declaró:

Bueno, la verdad del asunto es que Garrison fue muy sincero. Bueno, [el reportero de NBC News y ex agente del FBI] Walter Sheridan me dice y me amenaza con sacar a Garrison y llevarme con él. ... Y él dice [si] haces eso [revocar su testimonio] no iremos a por ti